# اندیس عبدل آباد (۳)
عبدل آباد(۳) یک اندیس فلزی است که در حوالی شهر پیرحاجات استان خراسان قرار دارد و مادهٔ معدنی موجود در آن، سرب و روی است.  